# غافين بليث
غافين بليث (بالإنجليزية: Gavin Blyth)‏ هو صحفي بريطاني، ولد في 27 أكتوبر 1969 في ساوثبورت ‏ في المملكة المتحدة، وتوفي في 26 نوفمبر 2010 في ليدز في المملكة المتحدة بسبب سرطان.

## وصلات خارجية
- غافين بليث على موقع IMDb (الإنجليزية)
- غافين بليث على موقع قاعدة بيانات الفيلم (الإنجليزية)